# Knut Fridell
Knut Hilding Fridell (ur. 8 września 1908 w Uddevalla, zm. 3 lutego 1992 tamże) – szwedzki zapaśnik. Złoty medalista olimpijski z Berlina.
Walczył w stylu wolnym, w kategorii półciężkiej (do 87 kg). Zawody w 1936 były jego jedynymi igrzyskami olimpijskimi. Zdobył złoto na mistrzostwach Europy w 1934.